# アカヤジオウ
アカヤジオウ（赤矢地黄、学名：Rehmannia glutinosa）とは、ゴマノハグサ科（APG IVではハマウツボ科）の植物の一種。中国原産の薬用植物である。ジオウ（地黄）、サオヒメとも呼ぶ。
地下茎は太く赤褐色で、横にはう。根際から出る根生葉は長楕円形で、表面に多くのシワがある。初夏、15 - 30センチメートルの茎を出し、淡紅紫色で筒状の大きい花を数個開く。茎、花冠には腺毛が密生している。

## 生薬
アカヤジオウ（近縁植物を含むことあり）の根は地黄（じおう）という生薬である。初出典は『神農本草経』。主成分はイリドイド配糖体カタルポール。
地黄は根を陰干ししてできる生地黄（しょうじおう）、生地黄を天日干ししてできる乾地黄（かんじおう）と呼ばれるものと、生地黄を酒と共に蒸してできる熟地黄（じゅくじおう）と呼ばれるものがある。一般的に地黄と呼ばれるものは乾地黄を指すことが多い。五味は甘、苦。甘味は生地黄、乾地黄、熟地黄の順に強くなる。性は寒。ただし熟地黄は寒性よりも酒の効果により温性に近い。地黄は単体として使われることよりも調剤生薬として使われる事が多い。
『神農本草経』では、「乾地黄味甘寒主折跌絶筋傷中逐血痺填骨髓長肌肉作湯除寒熱積聚除痺生者尤良久服軽身不老」とあり、内服薬として利用した場合、補血・強壮・止血の作用が期待できる。外用では腫れものの熱をとり、肉芽形成作用がある。
地黄を使った漢方として有名なものは、六味地黄丸、八味地黄丸、四物湯、炙甘草湯、杞菊地黄丸などがある。
明代の医学書『万病回春』によると、三白（ネギ、ニラ、ダイコン）と併用を禁忌としている。